# Mont Angeles
Pour les articles homonymes, voir Angeles (homonymie).
Le mont Angeles (en anglais : Mount Angeles) est un sommet des montagnes Olympiques, aux États-Unis. Il culmine à 1 968 mètres d'altitude dans le comté de Clallam, dans l'État de Washington. Il est protégé au sein du parc national Olympique.